# Peter Caraballo
Peter Gabriel Carvalho Caraballo (sinh ngày 25 tháng 9 năm 1992) là một cầu thủ bóng đá người Bồ Đào Nha thi đấu cho Amora FC ở vị trí tiền đạo. Anh cũng mang quốc tịch Uruguay.

## Sự nghiệp bóng đá
Vào ngày 2 tháng 8 năm 2015, Caraballo có màn ra mắt cho Oriental trong trận đấu tại Cúp Liên đoàn bóng đá Bồ Đào Nha 2015–16 trước Freamunde.